# Generaliteitslanden

Territori delle generalità in celeste chiaro

Con territori delle generalità (in olandese Generaliteitslanden) si intendevano territori della Repubblica delle Sette Province Unite sotto il diretto controllo degli Stati generali.

## Struttura amministrativa
Le province (Olanda, Zelanda, Utrecht, Gheldria, Overijssel, Frisia e Groninga) ed il paese di Drenthe erano governate da uno statolder. Le province, ma non il paese di Drenthe, inviavano da uno a tre deputati, a seconda della loro importanza, agli Stati Generali, assemblea federale delle sette province. 
Circa 20% del territorio della Repubblica delle Sette Province Unite, però, non godeva di tali diritti, non essendo parte né di nessuna delle sette province, né del Paese di Drenthe. Generalmente si trattava di territori conquistati in epoca più tarda quali ad esempio Brabante settentrionale, Fiandre settentrionali e Maastricht.
Gli Stati Generali erano l'organo della repubblica investito del governo dei territori delle generalità.

## Elenco delle generalità
- Brabante degli Stati, corrispondente grosso modo all'attuale provincia del Brabante Settentrionale, fatta eccezione per alcune zone a nord e ad est della provincia stessa. La città di Maastricht era compresa nella generalità ma veniva amministrata in condominio col Vescovo di Liegi.
- Fiandre degli Stati, corrispondente alla zona del confine tra Belgio e Paesi Bassi e più in particolare tra le Fiandre e la Zelanda. Il territorio di Axel, così come le fortezze di Lillo, Frederik Hendrik, Liefkenshoek, Kruisschans godevano di uno status particolare.
- Westerwolde e Wedde, a sud-est della Signoria di Groninga, integrate nel 1619 nel Stad en Lande di Groninga.
- Oltremosa degli Stati, corrispondente all'attuale parte meridionale della provincia del Limburgo (Paesi Bassi) e pressappoco l'attuale Provincia di Liegi (Belgio).
- Alta Gheldria degli Stati, corrispondente all'area sud occidentale della provincia del Limburgo (Paesi Bassi) e la città di Venlo.

Lo stesso status venne applicato ai territori sotto il controllo della Compagnia Olandese delle Indie Orientali e della gemella Compagnia Olandese delle Indie Occidentali, posti sotto una supervisione generale, come testimonia, ancor oggi, la denominazione dell'isola di Staten Island, presso l'antica colonia olandese di Nuova Amsterdam (oggi New York), e la meno nota ma omonima Isola degli Stati, in Argentina, che vennero battezzate proprio con il nome degli Stati Generali.